# San Pedro Jocotipac
San Pedro Jocotipac là một đô thị thuộc bang Oaxaca, México. Năm 2005, dân số của đô thị này là 821 người.